# Arrondissement de Prades
L'arrondissement de Prades est une division administrative française située dans le département des Pyrénées-Orientales, en région Occitanie.

## Composition

### Composition avant 2017

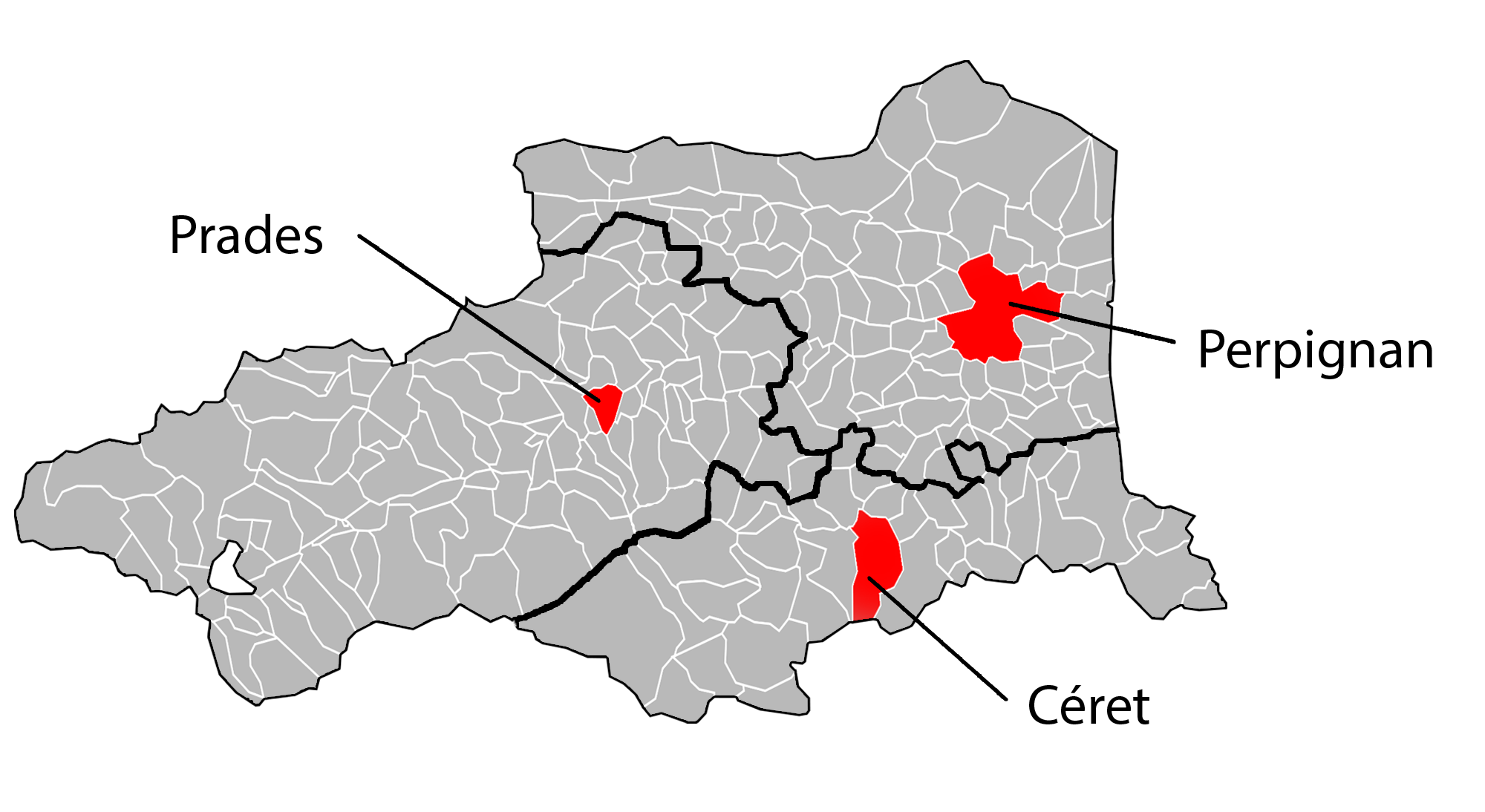
Les 3 arrondissements des Pyrénées-Orientales avant 2017.

Avant le 1er janvier 2017 l'arrondissement de Prades est constitué des communes des anciens cantons suivants :
- canton de Mont-Louis ;
- canton d'Olette ;
- canton de Prades ;
- canton de Saillagouse ;
- canton de Sournia ;
- canton de Vinça.

### Découpage communal depuis 2015
Au 1er janvier 2017, les communes suivantes sont transférées à l'arrondissement depuis celui de Perpignan : Ansignan, Bélesta, Caramany, Caudiès-de-Fenouillèdes, Corbère, Corbère-les-Cabanes, Corneilla-la-Rivière, Fenouillet, Fosse, Lansac, Latour-de-France, Lesquerede, Maury, Millas, Nefiach, Planèzes, Prugnanes, Rasiguères, Saint-Arnac, Saint-Feliu-d’Amont, Saint-Martin-de-Fenouillet, Saint-Paul-de-Fenouillet, Vira. L'arrondissement est ainsi constitué des communes des communautés de communes suivantes : Pyrénées-Cerdagne, Capcir-Haut Conflent, Conflent-Canigou, Roussillon-Conflent et Agly-Fenouillèdes.
Depuis 2015, le nombre de communes des arrondissements varie chaque année soit du fait du redécoupage cantonal de 2014 qui a conduit à l'ajustement de périmètres de certains arrondissements, soit à la suite de la création de communes nouvelles. Le nombre de communes de l'arrondissement de Prades est ainsi de 100 en 2015, 100 en 2016 et 123 en 2017.
Au 1er janvier 2024, l'arrondissement groupe les 123 communes suivantes :
1. Les Angles
2. Angoustrine-Villeneuve-des-Escaldes
3. Ansignan
4. Arboussols
5. Ayguatébia-Talau
6. Baillestavy
7. Bélesta
8. Bolquère
9. Boule-d'Amont
10. Bouleternère
11. Bourg-Madame
12. La Cabanasse
13. Campôme
14. Campoussy
15. Canaveilles
16. Caramany
17. Casefabre
18. Casteil
19. Catllar
20. Caudiès-de-Conflent
21. Caudiès-de-Fenouillèdes
22. Clara-Villerach
23. Codalet
24. Conat
25. Corbère
26. Corbère-les-Cabanes
27. Corneilla-de-Conflent
28. Corneilla-la-Rivière
29. Dorres
30. Égat
31. Enveitg
32. Err
33. Escaro
34. Espira-de-Conflent
35. Estavar
36. Estoher
37. Eus
38. Eyne
39. Feilluns
40. Fenouillet
41. Fillols
42. Finestret
43. Fontpédrouse
44. Fontrabiouse
45. Font-Romeu-Odeillo-Via
46. Formiguères
47. Fosse
48. Fuilla
49. Glorianes
50. Ille-sur-Têt
51. Joch
52. Jujols
53. Lansac
54. Latour-de-Carol
55. Latour-de-France
56. Lesquerde
57. La Llagonne
58. Llo
59. Mantet
60. Marquixanes
61. Los Masos
62. Matemale
63. Maury
64. Millas
65. Molitg-les-Bains
66. Montalba-le-Château
67. Mont-Louis
68. Mosset
69. Nahuja
70. Néfiach
71. Nohèdes
72. Nyer
73. Olette
74. Oreilla
75. Osséja
76. Palau-de-Cerdagne
77. Pézilla-de-Conflent
78. Planès
79. Planèzes
80. Porta
81. Porté-Puymorens
82. Prades
83. Prats-de-Sournia
84. Prugnanes
85. Prunet-et-Belpuig
86. Puyvalador
87. Py
88. Rabouillet
89. Railleu
90. Rasiguères
91. Réal
92. Ria-Sirach
93. Rigarda
94. Rodès
95. Sahorre
96. Saillagouse
97. Saint-Arnac
98. Saint-Féliu-d'Amont
99. Sainte-Léocadie
100. Saint-Martin-de-Fenouillet
101. Saint-Michel-de-Llotes
102. Saint-Paul-de-Fenouillet
103. Saint-Pierre-dels-Forcats
104. Sansa
105. Sauto
106. Serdinya
107. Souanyas
108. Sournia
109. Tarerach
110. Targasonne
111. Taurinya
112. Thuès-Entre-Valls
113. Trévillach
114. Trilla
115. Ur
116. Urbanya
117. Valcebollère
118. Valmanya
119. Vernet-les-Bains
120. Villefranche-de-Conflent
121. Vinça
122. Vira
123. Le Vivier

## Démographie
En 2022, l'arrondissement comptait 60 911 habitants.
| 1968   | 1975   | 1982   | 1990   | 1999   | 2006   | 2011   | 2016   | 2021   |
| ------ | ------ | ------ | ------ | ------ | ------ | ------ | ------ | ------ |
| 35 851 | 36 115 | 36 813 | 37 517 | 38 907 | 42 286 | 42 760 | 59 828 | 60 536 |

| 2022   | - | - | - | - | - | - | - | - |
| ------ | - | - | - | - | - | - | - | - |
| 60 911 | - | - | - | - | - | - | - | - |

## Histoire
Le préfet de l'Ariège était responsable de l'Andorre depuis 1840. Cette responsabilité passe au sous-préfet de Prades en 1882 avec le titre de Délégué permanent avant d'échoir au préfet des Pyrénées-Orientales en 1884.

## Sous-préfets
| Période          | Période         | Identité                                                | Fonction précédente | Observation                                           |
| ---------------- | --------------- | ------------------------------------------------------- | ------------------- | ----------------------------------------------------- |
|                  |                 |                                                         |                     |                                                       |
| ?                | 1838            | Aiguillé                                                |                     |                                                       |
| 1838             | ?               | Bacqué                                                  |                     |                                                       |
| 6 janvier 1874   | 10 janvier 1874 | Tournemile                                              |                     |                                                       |
| 30 décembre 1877 | 8 juillet 1883  | Pierre Papinaud                                         |                     | Délégué permanent de la France en Andorre (1882-1883) |
| 1883             | 1888            | Élisi de Saint-Albert (Frédéric, Charles, Louis, Marie) |                     |                                                       |
| ?                | 1935            | Truc                                                    |                     |                                                       |
| mai 2002         | septembre 2006  | Possy Berry Quenum                                      |                     |                                                       |
| décembre 2006    | janvier 2011    | Bernard Mouliné                                         |                     |                                                       |
| février 2011     | juillet 2013    | Alice Coste                                             |                     |                                                       |
| juillet 2013     | juillet 2015    | Mireille Bossy                                          |                     |                                                       |
| juillet 2015     | avril 2019      | Laurent Alaton.                                         |                     |                                                       |
| avril 2019       | 2022            | Dominique Fossat                                        |                     |                                                       |
| 7 juin 2022      | En cours        | Didier Carponcin                                        |                     |                                                       |